# Vòng loại Giải vô địch bóng đá nữ thế giới 2015 (Bảng 3 UEFA)
Bảng 3 vòng loại Giải vô địch bóng đá nữ thế giới 2015 khu vực châu Âu là một trong bảy bảng đấu do UEFA tổ chức để chọn ra đại diện tham dự Giải vô địch bóng đá nữ thế giới 2015. Bảng đấu bao gồm Đan Mạch, Iceland, Israel, Malta, Serbia và Thụy Sĩ.
Đội đầu bảng sẽ vào thẳng World Cup. Trong số bảy đội nhì bảng, bốn đội có thành tích tốt nhất (trước các đội thứ nhất, thứ ba, thứ tư và thứ năm trong bảng) sẽ tiếp tục thi đấu các trận play-off.
Sau khi thắng Israel 9–0 trên sân nhà vào ngày 14 tháng 6 năm 2014, Thụy Sĩ chính thức có vé tới Canada vào ngày hôm sau do Đan Mạch hòa Iceland. Thụy Sĩ cũng là đội đầu tiên của châu Âu vượt qua vòng loại.

## Bảng xếp hạng
| VT | Đội      | ST | T | H | B  | BT | BB | HS  | Đ  | Giành quyền tham dự |     |     |     |     |     |     |      |
| -- | -------- | -- | - | - | -- | -- | -- | --- | -- | ------------------- | --- | --- | --- | --- | --- | --- | ---- |
| 1  | Thụy Sĩ  | 10 | 9 | 1 | 0  | 53 | 1  | +52 | 28 | World Cup           |     | —   | 3–0 | 1–1 | 9–0 | 9–0 | 11–0 |
| 2  | Iceland  | 10 | 6 | 1 | 3  | 29 | 9  | +20 | 19 |                     |     | 0–2 | —   | 0–1 | 3–0 | 9–1 | 5–0  |
| 3  | Đan Mạch | 10 | 5 | 3 | 2  | 25 | 6  | +19 | 18 |                     | 0–1 | 1–1 | —   | 0–1 | 3–1 | 8–0 |      |
| 4  | Israel   | 10 | 4 | 0 | 6  | 9  | 27 | −18 | 12 |                     | 0–5 | 0–1 | 0–5 | —   | 3–1 | 2–0 |      |
| 5  | Serbia   | 10 | 3 | 1 | 6  | 16 | 34 | −18 | 10 |                     | 0–7 | 1–2 | 1–1 | 3–0 | —   | 5–0 |      |
| 6  | Malta    | 10 | 0 | 0 | 10 | 0  | 55 | −55 | 0  |                     | 0–5 | 0–8 | 0–5 | 0–3 | 0–3 | —   |      |

1. ↑  Israel được xử thắng 3–0. Trận đấu thực tế kết thúc với chiến thắng 2–0 dành cho Israel.

## Các kết quả
Giờ địa phương là CEST (UTC+02:00) vào mùa hè và CET (UTC+01:00) vào mùa đông.
| Thụy Sĩ                                                                                              | 9–0      | Serbia |
| --- | -------- | ------ |
| Bachmann 13', 83' · Crnogorčević 21', 61', 81', 87' · Dickenmann 36' (ph.đ.) · Wälti 38' · Bürki 75' | Chi tiết |        |

| Iceland | 0–2      | Thụy Sĩ                              |
| ------- | -------- | ------------------------------------ |
|         | Chi tiết | Bachmann 9' · Dickenmann 54' (ph.đ.) |

| Serbia      | 1–1      | Đan Mạch   |
| ----------- | -------- | ---------- |
| Čubrilo 20' | Chi tiết | Harder 19' |

| Israel                  | 2–0      | Malta |
| ----------------------- | -------- | ----- |
| Sofer 51' · Shelina 60' | Chi tiết |       |

| Serbia   | 1–2      | Iceland                            |
| -------- | -------- | ---------------------------------- |
| Ilić 68' | Chi tiết | Vidarsdóttir 19' · Ómarsdóttir 43' |

| Đan Mạch | 0–1      | Thụy Sĩ      |
| -------- | -------- | ------------ |
|          | Chi tiết | Bachmann 26' |

| Malta | 0–5      | Đan Mạch                                                     |
| ----- | -------- | ------------------------------------------------------------ |
|       | Chi tiết | S. Nielsen 7' · Nadim 26', 66' · Harder 34' · K. Nielsen 86' |

| Israel                               | 3–1      | Serbia             |
| ------------------------------------ | -------- | ------------------ |
| Fridman 26' · Falkon 38' · Sofer 67' | Chi tiết | Podovac 3' (ph.đ.) |

| Israel | 0–5      | Thụy Sĩ                                                         |
| ------ | -------- | --------------------------------------------------------------- |
|        | Chi tiết | Humm 6', 28', 36' · Dickenmann 45' (ph.đ.) · Crnogorčević 90+3' |

| Malta | 0–3      | Serbia                                      |
| ----- | -------- | ------------------------------------------- |
|       | Chi tiết | Damnjanović 3' · Čubrilo 38' · Čanković 84' |

| Thụy Sĩ | 11–0     | Malta |
| --- | -------- | ----- |
| Bachmann 4' · Dickenmann 13', 45+4', 90+3' · Moser 17', 62' · Remund 31' · Abbé 39' · Kiwic 41' · Humm 59', 85' | Chi tiết |       |

| Israel | 0–1      | Iceland            |
| ------ | -------- | ------------------ |
|        | Chi tiết | Brynjarsdóttir 60' |

| Malta | 0–8      | Iceland |
| ----- | -------- | --- |
|       | Chi tiết | Þorsteinsdóttir 2', 23', 60' · Lárusdóttir 15' · Brynjarsdóttir 33', 90+4' · Friðriksdóttir 64' · Óladóttir 87' |

| Thụy Sĩ                | 1–1      | Đan Mạch   |
| ---------------------- | -------- | ---------- |
| Dickenmann 64' (ph.đ.) | Chi tiết | Røddik 51' |

| Malta | 0–3 Xử thắng | Israel                    |
| ----- | ------------ | ------------------------- |
|       | Chi tiết     | M. Fridman 36' · Lavi 60' |

| Thụy Sĩ                                   | 3–0      | Iceland |
| ----------------------------------------- | -------- | ------- |
| Bernauer 33' · Bürki 69' · Dickenmann 80' | Chi tiết |         |

| Đan Mạch                                              | 3–1      | Serbia              |
| ----------------------------------------------------- | -------- | ------------------- |
| Rasmussen 9' (ph.đ.) · Knudsen 10' · Christiansen 83' | Chi tiết | Podovac 58' (ph.đ.) |

| Thụy Sĩ                                                                                 | 9–0      | Israel |
| --------------------------------------------------------------------------------------- | -------- | ------ |
| Humm 29' · Kiwic 32' · Bachmann 35', 39' · Moser 37' · Bürki 59', 84', 86' · Abbé 90+1' | Chi tiết |        |

| Serbia                                                   | 5–0      | Malta |
| -------------------------------------------------------- | -------- | ----- |
| Ilić 4' · Čanković 28' · Savanović 42' · Krstić 67', 74' | Chi tiết |       |

| Đan Mạch      | 1–1      | Iceland         |
| ------------- | -------- | --------------- |
| Rasmussen 35' | Chi tiết | Lárusdóttir 28' |

| Israel | 0–5      | Đan Mạch                                                         |
| ------ | -------- | ---------------------------------------------------------------- |
|        | Chi tiết | Nielsen 35', 86' · Harder 48' · Troelsgaard 56' · Pedersen 90+3' |

| Serbia | 0–7      | Thụy Sĩ                                                                                     |
| ------ | -------- | ------------------------------------------------------------------------------------------- |
|        | Chi tiết | Bachmann 5' · Dickenmann 21', 51' · Moser 48' · Crnogorčević 60' · Humm 76' · Betschart 81' |

| Iceland                                                                   | 5–0      | Malta |
| ------------------------------------------------------------------------- | -------- | ----- |
| Magnúsdóttir 12' · Jensen 20', 86' · Lárusdóttir 40' · Brynjarsdóttir 64' | Chi tiết |       |

| Serbia                           | 3–0      | Israel |
| -------------------------------- | -------- | ------ |
| Smiljković 31', 34' · Bradić 82' | Chi tiết |        |

| Iceland | 0–1      | Đan Mạch   |
| ------- | -------- | ---------- |
|         | Chi tiết | Harder 58' |

| Đan Mạch                                                                                    | 8–0      | Malta |
| ------------------------------------------------------------------------------------------- | -------- | ----- |
| Røddik 5' (ph.đ.), 89' · Rasmussen 17', 50' · Knudsen 27' · Nadim 28', 67' · Sørensen 45+1' | Chi tiết |       |

| Iceland                                                      | 3–0      | Israel |
| ------------------------------------------------------------ | -------- | ------ |
| Brynjarsdóttir 2' · Friðriksdóttir 26' · Gunnarsdóttir 90+1' | Chi tiết |        |

| Malta | 0–5      | Thụy Sĩ                                             |
| ----- | -------- | --------------------------------------------------- |
|       | Chi tiết | Crnogorčević 10', 84', 87' (ph.đ.) · Bürki 52', 68' |

| Đan Mạch | 0–1      | Israel     |
| -------- | -------- | ---------- |
|          | Chi tiết | Falkon 10' |

| Iceland | 9–1      | Serbia      |
| --- | -------- | ----------- |
| Þorsteinsdóttir 7', 71' · Viggósdóttir 10' · Hönnudóttir 27', 72' · Ásgrímsdóttir 58' · Brynjarsdóttir 63', 84' · Helgadóttir 67' (ph.đ.) | Chi tiết | Čubrilo 60' |

## Danh sách cầu thủ ghi bàn
10 bàn
- Lara Dickenmann

9 bàn
- Ana-Maria Crnogorčević

8 bàn
- Ramona Bachmann

7 bàn
- Dagný Brynjarsdóttir
- Vanessa Bürki
- Fabienne Humm

5 bàn
- Harpa Þorsteinsdóttir

4 bàn
- Pernille Harder
- Nadia Nadim
- Johanna Rasmussen
- Martina Moser

3 bàn
- Line Røddik Hansen
- Karoline Smidt Nielsen
- Dóra María Lárusdóttir
- Jelena Čubrilo

2 bàn
- Mariann Gajhede Knudsen
- Sanne Troelsgaard Nielsen
- Fanndís Friðriksdóttir
- Elín Jensen
- Lee Falkon
- Moran Fridman
- Daniel Sofer
- Jelena Čanković
- Tijana Krstić
- Danka Podovac
- Caroline Abbé
- Rahel Kiwic

1 bàn
- Nanna Christiansen
- Sofie Junge Pedersen
- Simone Boye Sørensen
- Arna Ásgrímsdóttir
- Sara Björk Gunnarsdóttir
- Þóra Björg Helgadóttir
- Rakel Hönnudóttir
- Gudmunda Brynja Óladóttir
- Katrín Ómarsdóttir
- Hólmfríður Magnúsdóttir
- Margrét Lára Viðarsdóttir
- Glódís Perla Viggósdóttir
- Rachel Shelina Israel
- Moran Lavi
- Biljana Bradić
- Jovana Damnjanović
- Indira Ilić
- Marija Ilić
- Aleksandra Savanović
- Vesna Smiljković
- Vanessa Bernauer
- Sandra Betschart
- Nicole Remund
- Lia Wälti